# The Moon and the Son: An Imagined Conversation
The Moon and the Son: An Imagined Conversation es un cortometraje animado de 2005.
El 5 de marzo de 2006 ganó el Oscar al mejor cortometraje animado. John Canemaker y Peggy Stern, los realizadores, utilizan una combinación de animación, películas caseras y fotografías para presentar una conversación imaginaria entre un hijo (John Turturro le presta la voz) y su grosero padre muerto (Eli Wallach le presta la voz), donde se cuenta la historia de la problemática vida de un inmigrante italiano y las devastadoras consecuencias de sus actos.